# Bezanozano (dialect)
Bezanozano is een dialect van het Plateaumalagasi. Het wordt gesproken in de Afrikaanse eilandnatie Madagaskar.

## Dialectgebied
Het Bezanozano heeft een slashvormig taalgebied aan de oostelijke rand van het Plateaumalagasi-taalgebied, ten oosten van de hoofdstad Antananarivo. In het noorden wordt dit gebied door het Sihanaka, een ander dialect van het Plateaumalagasi, begrensd. In het noordoosten speelt het Noordelijk Betsimisaraka-Malagasi voor buurman, terwijl voor het zuidoosten en zuiden die rol aan het Zuidelijk Betsimisaraka-Malagasi gegund is. Deze twee namen staan allebei voor andere Malagasitalen. In het westen wordt het Bezanozano door het Merina, het Plateaumalagasi-dialect dat als officiële landstaal dienstdoet, begrensd. Het Bezanozano wordt dus door twee zusterdialecten én twee naaste familieleden van de moedertaal begrensd.